# Canarium asperum
Canarium asperum es una especie de planta de flores perteneciente a la familia  Burseraceae. Es endémico de Brunéi, Indonesia, Malasia, Papúa Nueva Guinea,  Filipinas, y las  Islas Salomón. Se le trata en peligro de extinción por pérdida de hábitat.

## Taxonomía
Audouinia capitata fue descrita por George Bentham y publicado en London Journal of Botany 2: 215. 1843.
Sinonimia
- Canariopsis aspera Miq.
- Canariopsis villosa Miq.
- Canarium agusanense Elmer
- Canarium apoense Elmer
- Canarium barnesii Merr.
- Canarium calophyllum G.Perkins
- Canarium clementis Merr.
- Canarium clementis var. perumbrinum Elmer
- Canarium commune Blanco
- Canarium cumingii Engl.
- Canarium euphlebium Merr.
- Canarium fulvum Lauterb.
- Canarium heterophyllum Merr.
- Canarium juglandifolium G.Perkins
- Canarium lagunense Merr.
- Canarium legitimum Miq.
- Canarium leytense Elmer
- Canarium lucidum G.Perkins
- Canarium luxurians Engl.
- Canarium minutiflorum Engl.
- Canarium molle Engl.
- Canarium ogat Elmer
- Canarium pimela Blanco
- Canarium polyneurum G.Perkins
- Canarium reticulatum Merr.
- Canarium samarense Merr.
- Canarium sanchezii Merr.
- Canarium sibuyanense Elmer
- Canarium stachyanthum G.Perkins
- Canarium subvelutinum Elmer
- Canarium tamborae Lauterb.
- Canarium thyrsoideum G.Perkins
- Canarium treubianum Engl. ex Koord.
- Canarium unifoliolatum Merr.
- Canarium urdanetense Elmer
- Canarium valetonianum Engl. ex Hochr.
- Canarium villosum (Blume) Benth. & Hook.f. ex Náves
- Canarium wenzelii Merr.
- Canarium zollingeri Engl.
- Pimela legitima Blume[4]